# 이영관 (1947년)
이영관(1947년 9월 12일~ )은 도레이첨단소재 대표이사를 지내고 있는 대한민국의 기업인이다. 회장으로서 도레이 한국법인 설립이후 지속적 성장과 최대 경영성과 달성을 높게 평가받았다.

## 프로필
- 소속: 도레이첨단소재 (대표이사 회장)학력고려대학교 경영대학원 국제경영학 석사, 홍익대학교 화학공학과 졸업
- 2011.01 ~ : 한국고분자학회 회장
- 수상: 2010년 제21회 구미상공대상

## 경력
- 1973.10~1979.12제일합섬 건설본부 입사
- 1980.01~1986.12제일합섬 생산관리 과장
- 1987.01~1993.12제일합섬 수지생산 부장
- 1994.01~1995.11제일합섬 이사
- 1996.12~1998.10제일합섬 상무이사
- 1998.11~1999.09새한 전무이사
- 1999.10~1999.11새한 대표이사 부사장
- 1999.12~2012.12도레이첨단소재 대표이사 사장
- 2013.01~도레이첨단소재 대표이사 회장
- 2014.04~한국도레이그룹 회장